# 桑泰纳
桑泰纳（義大利語：Santena），是意大利都灵省的一个市镇。总面积16平方公里，人口10587人，人口密度661.7人/平方公里（2009年）。ISTAT代码为001257。